# Чемпионат СССР по самбо 1971
25-й чемпионат СССР по самбо проходил в Москве с 16 по 18 июля 1971 года. В борьбе за звание чемпиона СССР встречались по 8 человек в каждой весовой категории.

## Медалисты
| Весовая категория              | Золото                                         | Серебро                                        | Бронза                                                                                |
| ------------------------------ | ---------------------------------------------- | ---------------------------------------------- | ------------------------------------------------------------------------------------- |
| Наилегчайший вес (до 58 кг)    | Владимир Кюллёнен Вооружённые Силы (Ленинград) | Ю. Собран «Динамо» (Москва)                    | Тягир Самиулин Вооружённые Силы (Москва) Виктор Жердев «Динамо» (Москва)              |
| Легчайший вес (до 62 кг)       | Сергей Суслин Вооружённые Силы (Ленинград)     | Н. Салткуцишвили Вооружённые Силы (Тбилиси)    | Николай Козицкий Вооружённые Силы (Киев) Н. Асланов «Динамо» (Ленинград)              |
| Полулёгкий вес (до 66 кг)      | Константин Герасимов «Динамо» (Саратов)        | В. Никулин Вооружённые Силы (Ленинград)        | А. Печкарёв «Динамо» (Ленинград) Д. Корбаладзе «Буревестник» (Гори)                   |
| Лёгкий вес (до 70 кг)          | Владимир Невзоров «Урожай» (Майкоп)            | Давид Рудман «Динамо» (Москва)                 | Валерий Двойников ЦС ФиС (Челябинск) Валерий Наталенко Вооружённые Силы (Ленинград)   |
| 1-й полусредний вес (до 75 кг) | Александр Фёдоров «Труд» (Свердловск)          | Владимир Шарканский Вооружённые Силы (Кишинёв) | Юрий Чурсин «Динамо» (Вильнюс) С. Стасюк «Авангард» (Украинская ССР)                  |
| 2-й полусредний вес (до 80 кг) | Рамаз Харшиладзе Вооружённые Силы (Тбилиси)    | Э. Нуниашвили «Динамо» (Тбилиси)               | Р. Койхосрашвили «Буревестник» (Гори) Чесловас Езерскас Вооружённые Силы (Каунас)     |
| 1-й средний вес (до 86 кг)     | Владимир Покатаев Вооружённые Силы (Ленинград) | Кирилл Романовский «Буревестник» (Москва)      | Валерий Кардаполов Вооружённые Силы (Пермь) Г. Кахбришвили Вооружённые Силы (Тбилиси) |
| 2-й средний вес (до 93 кг)     | Валерий Рухледев «Спартак» (Одесса)            | Евгений Солодухин Вооружённые Силы (Москва)    | Геннадий Малёнкин Вооружённые Силы (Москва) Е. Раздуваев «Динамо» (Ленинград)         |
| Полутяжёлый вес (до 100 кг)    | Сергей Новиков «Динамо» (Киев)                 | Г. Танделов «Буревестник» (Гори)               | Авель Казаченков Вооружённые Силы (Москва) В. Третьяков «Динамо» (Москва)             |
| Тяжёлый вес (свыше 100 кг)     | Виталий Кузнецов Вооружённые Силы (Москва)     | Владимир Саунин Вооружённые Силы (Киев)        | Игорь Андроников «Динамо» (Ленинград) Р. Одишелидзе Вооружённые Силы (Тбилиси)        |